# Dischidia micholitzii
Dischidia micholitzii là một loài thực vật có hoa trong họ La bố ma. Loài này được N.E.Br. mô tả khoa học đầu tiên năm 1913.